# Xya tumbaensis
Xya tumbaensis är en insektsart som beskrevs av Günther, K.K. 1995. Xya tumbaensis ingår i släktet Xya och familjen Tridactylidae. Inga underarter finns listade i Catalogue of Life.